# Condado de las Cabezuelas
El Condado de las Cabezuelas es un título nobiliario español concedido por el rey Carlos II el 25 de septiembre de 1690 a Gregorio Baíllo de la Beldad y Cárdenas, Ministro del Supremo Consejo de Hacienda en Sala de Oidores.
Su nombre se refiere al territorio de la actual Comarca del Alto Guadiana, que comprende diversas localidades y campos de las provincias de Ciudad Real y Toledo, en la Comunidad Autónoma de Castilla-La Mancha (España).
Los condes de las Cabezuelas fueron grandes hacendados en La Mancha. Tenían grandes propiedades en Campo de Criptana, origen de los Baillo, y por vía matrimonial se fueron incorporando a la casa propiedades en las siguientes poblaciones:

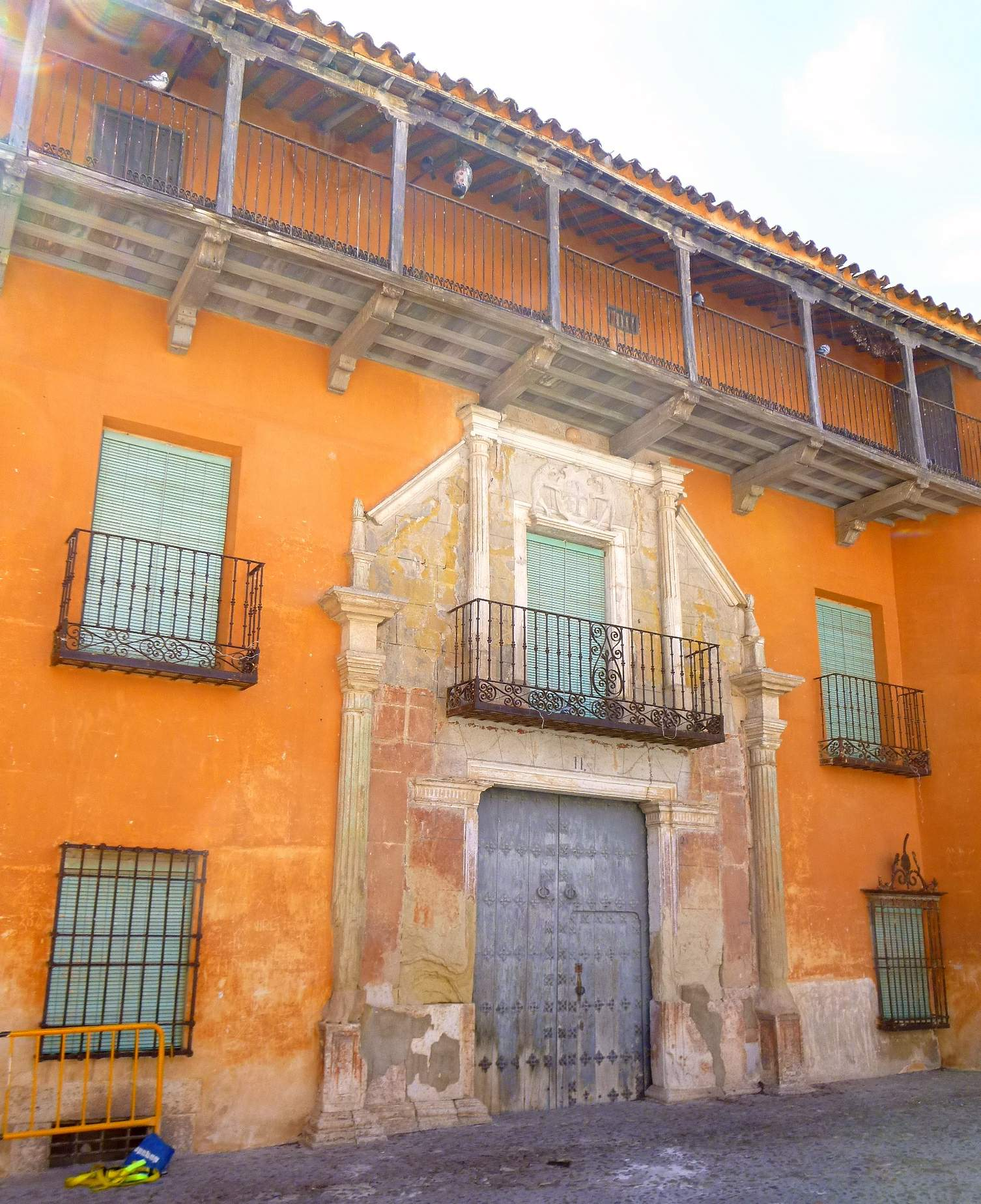
Casa de los Condes de las Cabezuelas, también conocido como Casa de los Baillo, en Campo de Criptana (Ciudad Real).

- Ciudad Real.
  - Campo de Criptana
  - Alcázar de San Juan
  - Tomelloso
  - Socuéllamos
  - Arenales de San Gregorio
  - Herencia
  - Pedro Muñoz
- Toledo
  - Villafranca de los Caballeros
  - Quintanar de la Orden

- - Quero

## Listado de los Condes de las Cabezuelas
|                        | Titular                                                             | Periodo                                            |
| Creación por Carlos II | Creación por Carlos II                                              | Creación por Carlos II                             |
| ---------------------- | ------------------------------------------------------------------- | -------------------------------------------------- |
| I                      | Gregorio Baíllo de la Beldad y Cárdenas                             | Campo de Criptana 1624 – Campo de Criptana 1710    |
| II                     | Gregorio Félix Baillo de la Beldad y Gijón Salcedo                  | ¿? – Campo de Criptana 1713                        |
| III                    | Francisco Baillo de la Beldad y Torres Pacheco                      | ¿? – ¿?                                            |
| IV                     | Juan Antonio Baíllo y Morales                                       | Zalamea de la Serena 1730 – Campo de Criptana 1800 |
| V                      | Juan de la Cruz Baillo de la Beldad y Jaramillo                     | Campo de Criptana 1776 – Campo de Criptana 1806    |
| VI                     | Juan de la Cruz Baillo de la Beldad y Marañón                       | Campo de Criptana 1804 – Campo de Criptana 1890    |
| VII                    | Ramón Baillo y Marañón                                              | Campo de Criptana 1828 - Campo de Criptana 1898    |
| VIII                   | Ramón María Baillo y Baillo                                         | Campo de Criptana 1863 – Madrid 1930               |
| IX                     | Juan Baillo y Henríquez de Luna                                     | Madrid 9-12-1924 - Valladolid 13-8-1992            |
| X                      | Vicente Ramon Bertran de Lis y Baillo, Marqués de Bondad Real, G.E. | Madrid 28-03-1937 – Madrid 08-05-1995              |
|                        | Jaime Bertrán de Lís y Larrea, Marqués de Bondad Real, G.E.         | 1998 - actual                                      |